# El Calvario (Sevilla)
El Calvario es un núcleo poblacional perteneciente al municipio de Paradas, en la provincia de Sevilla (España). Su población es de 65 habitantes, en 2011.

## Localización y comunicaciones
El Calvario se encuentra a unos 2 km de Paradas, junto a la autovía A-92, cerca del kilómetro 46 de dicha vía, entre las localidades de Arahal y Marchena.

### Evolución de la población
La evolución de la población de El Calvario en los últimos años fue la siguiente:
| Gráfica de evolución demográfica de El Calvario entre 2000 y 2011 |
|                                                                   |
| Datos según el nomenclátor publicado por el INE.                  |